# Tiffany (Laleczka Chucky)
Tiffany "Tiff" Ray (znana także jako "Narzeczona laleczki Chucky") – mordercza lalka, bohaterka sequeli z serii Laleczka Chucky. Partnerka Chucky’ego, postaci tytułowej.
Głos pod postać Tiffany w filmach Narzeczona laleczki Chucky (1998), Laleczka Chucky: Następne pokolenie (2004) i Klątwa laleczki Chucky (2013) podłożyła nominowana do Oscara aktorka Jennifer Tilly. W drugim z filmów Tilly zagrała także siebie samą.
Ponownie pojawiła się w filmie Kult laleczki Chucky (2017), jako Tiffany Valentine.